# عبدل‌آباد (زاهدان)
عبدل‌آباد (زاهدان)، روستایی از توابع بخش مرکزی شهرستان زاهدان در استان سیستان و بلوچستان ایران است.

## جمعیت
این روستا در دهستان چشمه زیارت قرار دارد و براساس سرشماری مرکز آمار ایران در سال ۱۳۸۵، جمعیت آن ۱۱۰ نفر و ۳۲ خانوار بوده‌است.